# Shingeki no Kyojin: Humanity in Chains
Shingeki no Kyojin: Humanity in Chains (進撃の巨人～人類最後の翼～, Shingeki no Kyojin ~Jinrui Saigo no Tsubasa~) est un jeu vidéo d'action développé par Spike Chunsoft et édité par Examu, sorti en 2013 au Japon sur Nintendo 3DS. Une version augmentée, intitulée Attack on Titan: Jinrei Saigo no Tsubasa CHAIN est sortie internationalement à partir de 2014. Le jeu est basé sur manga L'Attaque des Titans.

## Accueil
- IGN : 4,9/10[1]